# Varronia setulosa
Varronia setulosa är en strävbladig växtart som först beskrevs av Brother Alain, och fick sitt nu gällande namn av A. Borhidi. Varronia setulosa ingår i släktet Varronia och familjen strävbladiga växter. Inga underarter finns listade i Catalogue of Life.